# Kim Il-sung Universiteit

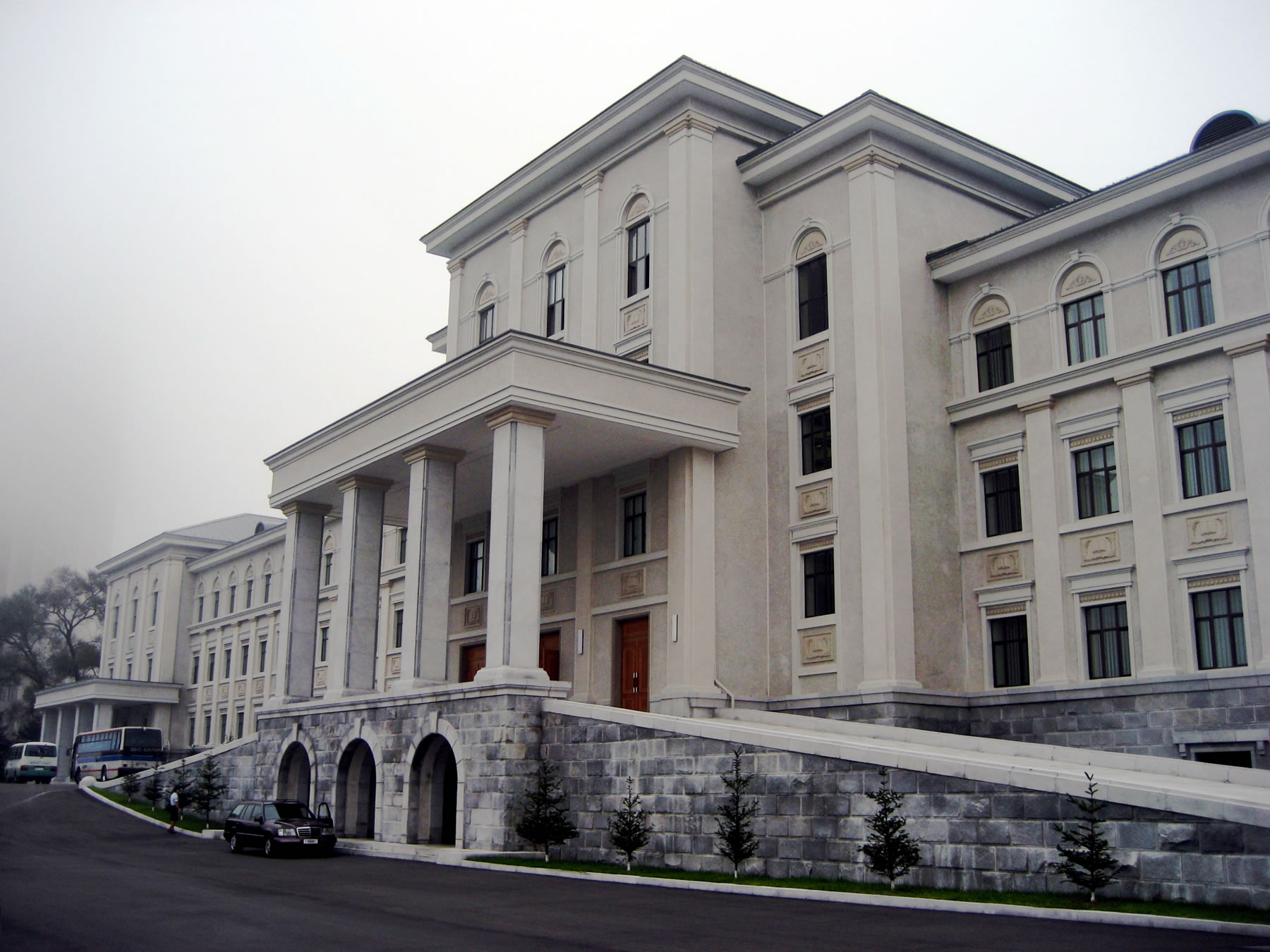

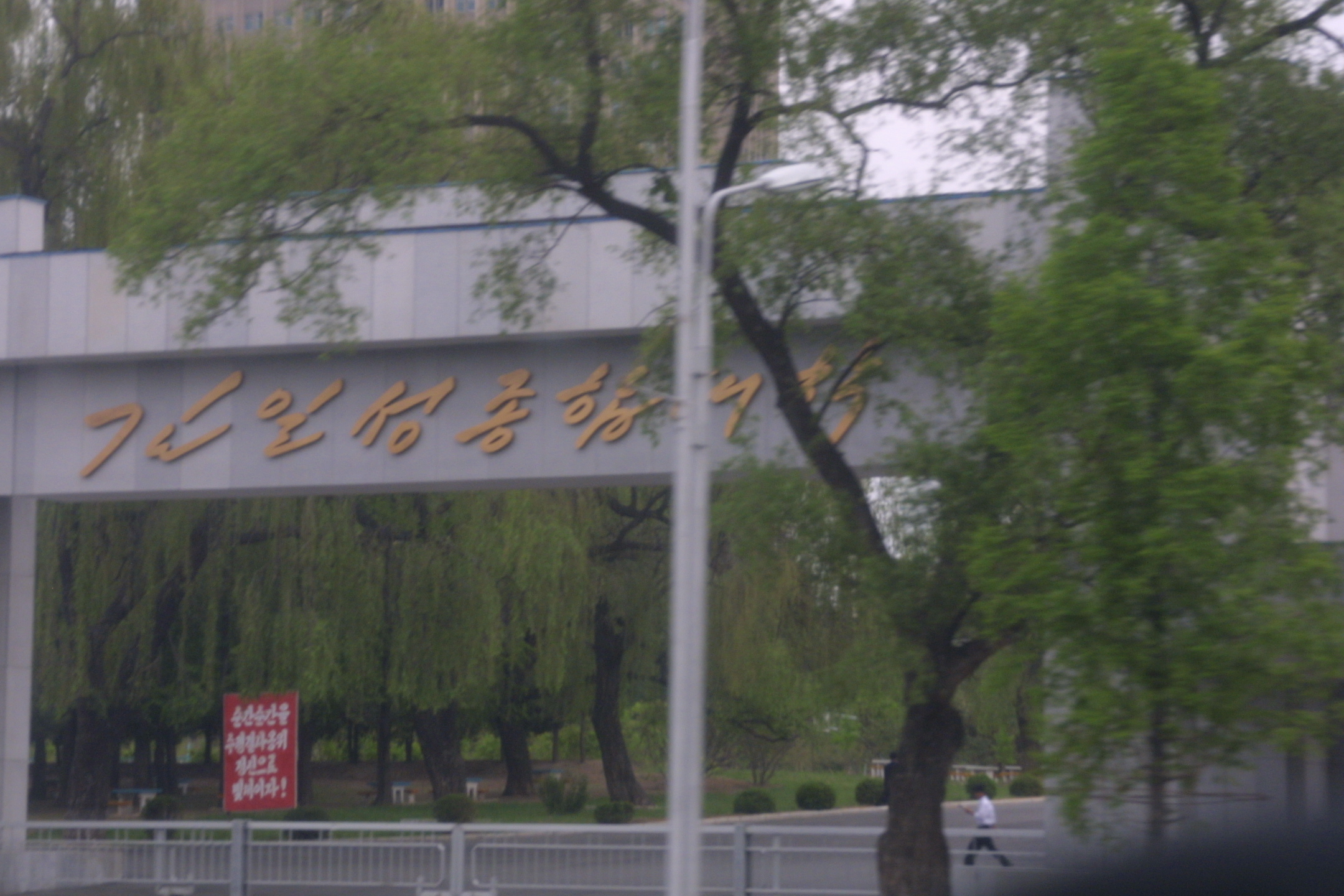
hoofdingang

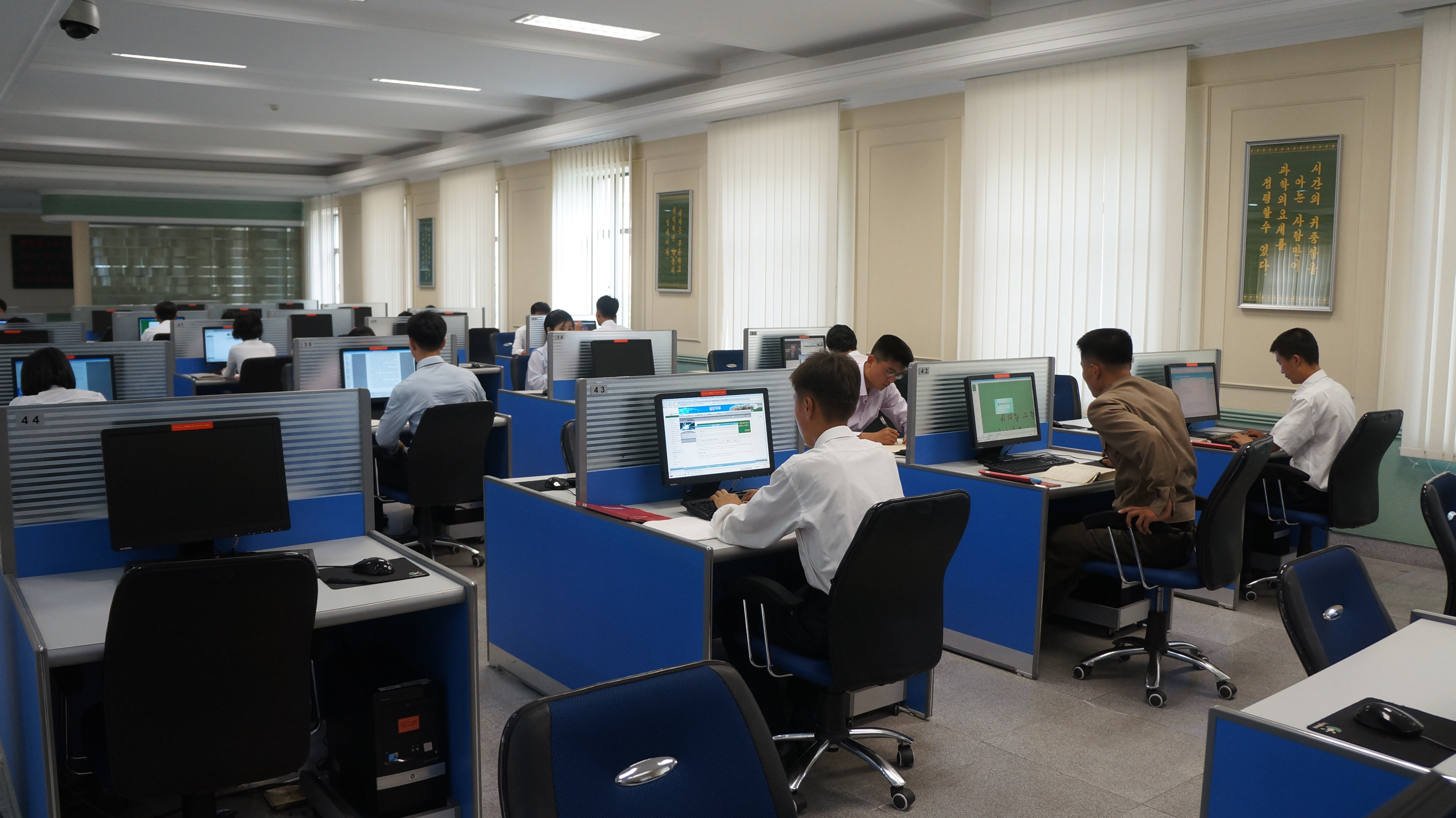
computerlabo

De Kim Il-sung Universiteit (Koreaans: 김일성종합대학, Gim-Il-seong-Jonghabdaehag) - opgericht op 1 oktober 1946 - is de eerste universiteit die geopend is in Noord-Korea.  De universiteit is gelegen op een 15 hectare grote campus in de hoofdstad Pyongyang. Naast de belangrijkste academische gebouwen bevat de campus 10 afzonderlijke kantoren, 50 laboratoria, verschillende bibliotheken, musea, een drukpers, een R & D-centrum, slaapzalen en een ziekenhuis. Er is een groot computerlab maar dit heeft slechts een beperkte internettoegang. De universiteit is vernoemd naar Kim Il-sung, de oprichter en eerste leider van Noord-Korea. De cursussen in zowel het departement van sociale wetenschappen als de afdeling van natuurwetenschappen duren vijf jaar.

## Departementen

### Sociale wetenschappen
- Geschiedenis
- Filosofie
- Overheid en economie
- Rechten
- Politiek
- Internationale relaties
- Koreaanse taal
- Vreemde talen
- Kim Il-sung revolutionaire geschiedenis
- Kim Jong-Il revolutionaire geschiedenis

### Natuurwetenschappen
- Fysica
- Wiskunde
- Biologie
- Aardrijkskunde
- Chemie
- Geologie
- Atoomenergie
- Automatisering